# Tindivanam
Tindivanam (o Tindivangam) è una suddivisione dell'India, classificata come municipality, di 67.826 abitanti, situata nel distretto di Viluppuram, nello stato federato del Tamil Nadu. In base al numero di abitanti la città rientra nella classe II (da 50.000 a 99.999 persone).

## Geografia fisica
La città è situata a 12° 15' 0 N e 79° 39' 0 E e ha un'altitudine di 57 m s.l.m..

## Società

### Evoluzione demografica
Al censimento del 2001 la popolazione di Tindivanam assommava a 67.826 persone, delle quali 34.138 maschi e 33.688 femmine. I bambini di età inferiore o uguale ai sei anni assommavano a 7.296, dei quali 3.674 maschi e 3.622 femmine. Infine, coloro che erano in grado di saper almeno leggere e scrivere erano 51.293, dei quali 27.704 maschi e 23.589 femmine.